# ДОТ № 180 (КиУР)

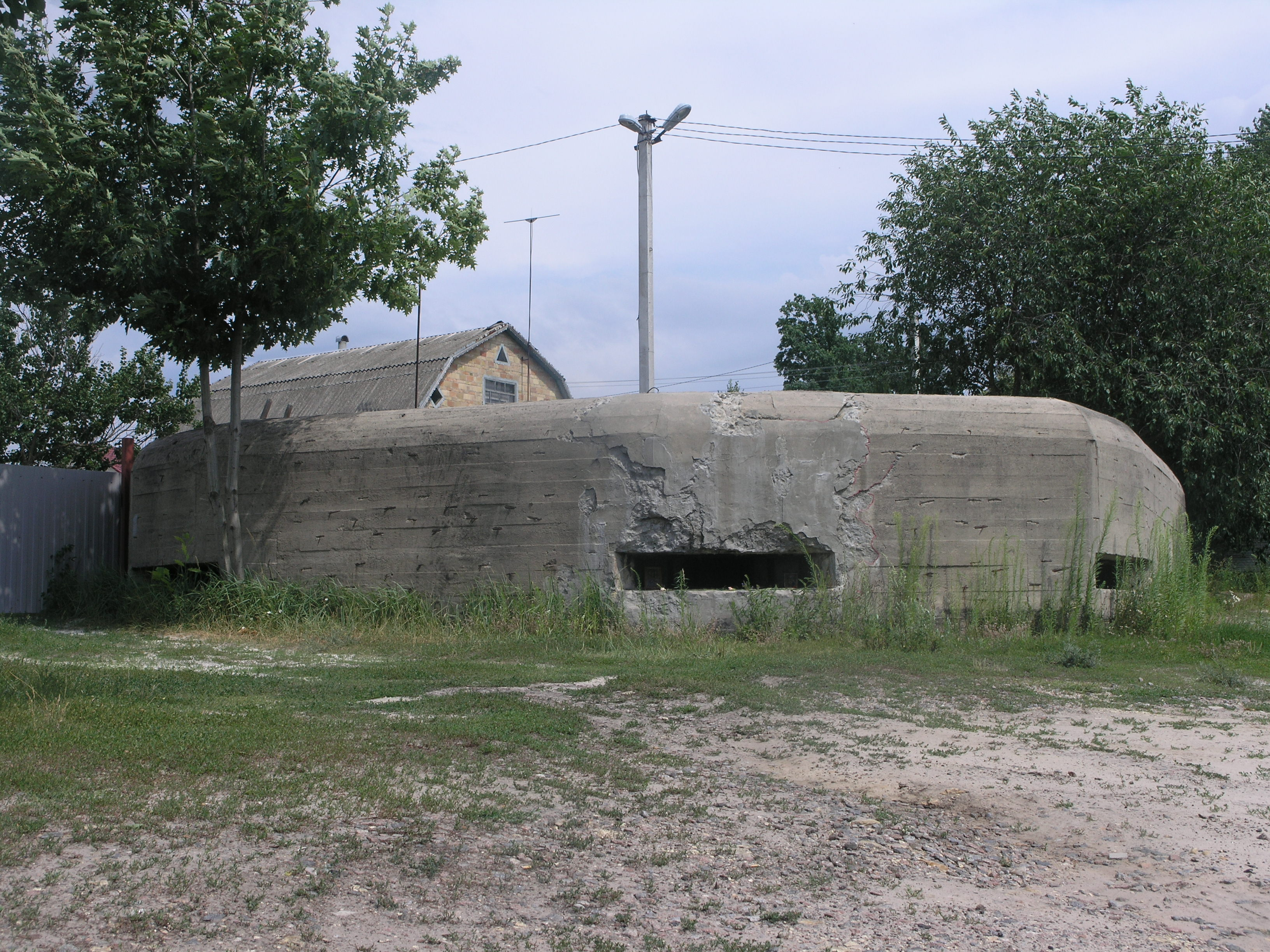
ДОТ № 180

50°19′22″ пн. ш. 30°22′52″ сх. д. / 50.32278° пн. ш. 30.38111° сх. д.
ДОТ № 180 — довготривала оборонна точка Київського укріпленого району у селі Віта-Поштова. Пам'ятка історії, науки і техніки. Добре збереглася, всередині влаштовано музей.

## Історія
ДОТ № 180 був споруджений 1930 року на першій лінії оборони Київського укріпленого району і належав до 6-го батальйонного району оборони. Коли перед Другою світовою війною КиУР поділили на опорні пункти, ДОТ № 180 увійшов до складу опорного пункту «Крим». Разом із сусіднім ДОТом № 179 він захищав дорогу Київ - Васильків у районі її перетину з річкою Віта (тоді дорога на цій ділянці проходила західніше від сучасної  Одеської траси).
Збереглися результати перевірки ДОТа, виконаної у 1937 році. Було виявлено численні недоліки: невдале розташування на місцевості, що обмежувало можливості прострілювання, відсутність фільтровентиляційної системи, вихлопної труби та обсадної труби перископа.

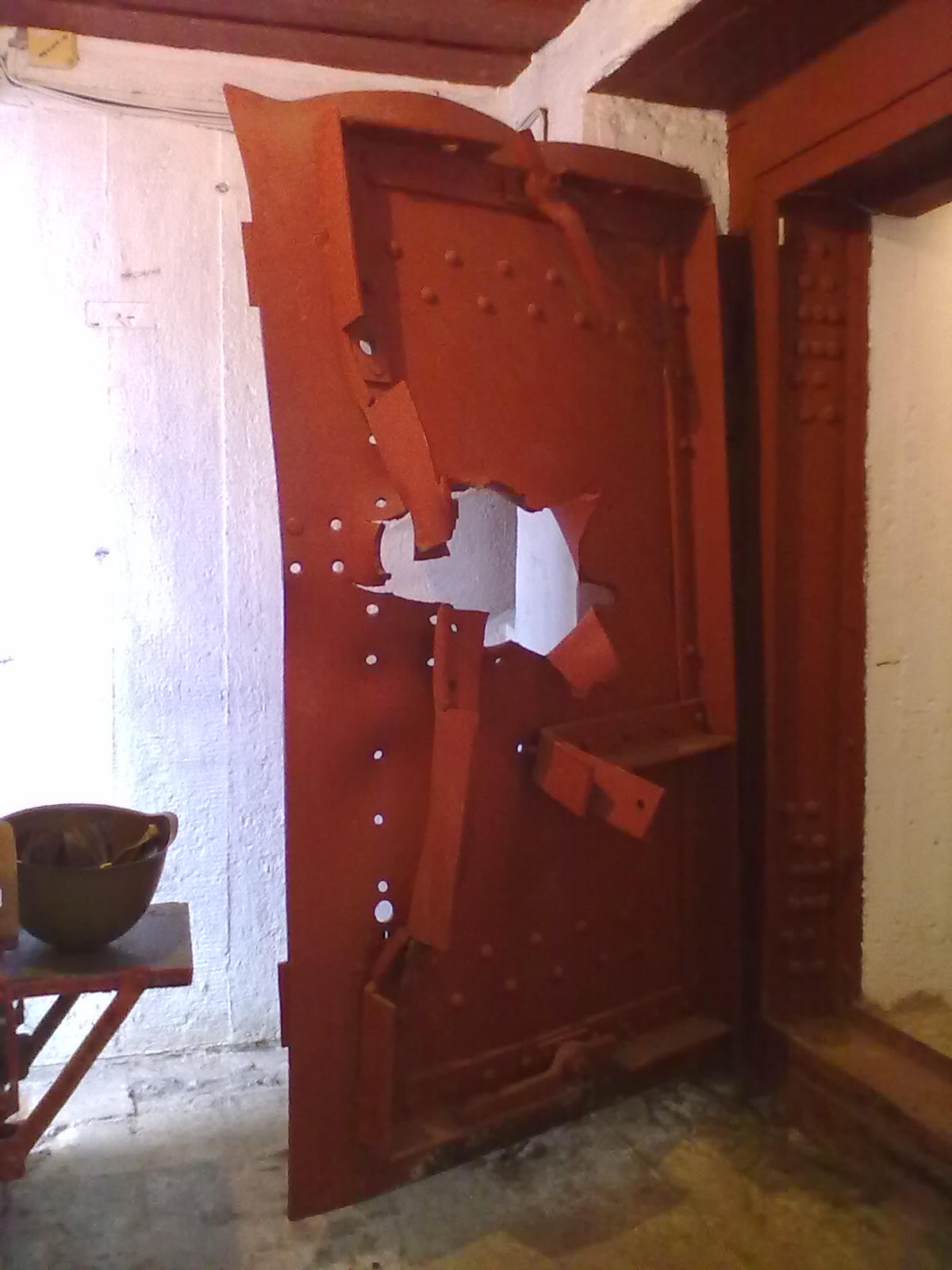
Вхідна броньована дверь до ДОТ № 180, підірвана вибухівкою під час німецького штурму у 1941 році.

У 1941 році ДОТ захищали солдати 28-го окремого кулеметного батальйону. На них насувалися сили нацистської 71-ї піхотної дивізії. У бій, що став для нього єдиним, ДОТ вступив 4 серпня 1941. Бійці протрималися кілька годин. Ворог взяв його у ближньому бою.
На східній амбразурі ДОТа є сліди обстрілу з протитанкової гармати та стрілецької зброї. Це могло бути спробою нацистів примусити гарнізон припинити вогонь і закрити заслінку, після чого сапери штурмових груп мали можливість підійти до ДОТа. Вони заклали вибухівку в південно-східну амбразуру та зруйнували її (після війни ці пошкодження ДОТа було зацементовано). Потім нацистські артилеристи почали обстрілювати вхід у ДОТ. Коли кулемет, який його захищав, було придушено, сапери двома вибухами підірвали бронедвері. Збереглося німецьке донесення, згідно якого ДОТ було захоплено о 13 год. 20 хв. за допомогою 3-кілограмових саперних зарядів, зарядів на довгих палицях та димових шашок, і наблизитись до нього було особливо важко. Було захоплено 9 полонених і в ДОТі лишилося 6 загиблих. Поруч був вкопаний танк, який нацисти подолали ручними гранатами.
У 2011 році ДОТ відреставрували активісти Київського міського історико-патріотичного клубу «Пошук» та Міжнародної асоціації дослідників фортифікації «Цитадель». В ньому зробили виставку його збереженого устаткування та озброєння, а також інших знахідок пошуковців. Поруч встановлено інформаційні стенди про цей та 205-й ДОТ. Оновлену пам'ятку з експозицією було урочисто відкрито 9 травня 2011 р. Музей є частиною комплексу «Оборона Києва, КиУР — Пояс Слави», до якого входять і інші відреставровані ДОТи. Працює за попередньою домовленістю.

## Опис
ДОТ № 180 розташований біля будинку 3 по вулиці Набережній. Одним боком виходить до дороги, іншим - до приватної ділянки. Це одноповерхова залізобетонна споруда з кількома приміщеннями всередині. Належить до типу «Б», є кулеметним ДОТом фронтального вогню. Має чотири амбразури для кулеметів, що могли обстрілювати напрямки від північного заходу через південь до південного сходу. Також є амбразура для оборони входу.

## Охоронний статус
22 листопада 2012 року Міністерство культури України надало ДОТу № 180 статус пам'ятки історії, науки і техніки місцевого значення з охоронним номером 513/68-Ко. 4 липня 2013 року воно знову надало йому цей статус з охоронним номером 513/70-Ко. За даними 2003 року, ДОТ на цей час мав статус пам'ятки, що перебуває на обласному обліку.

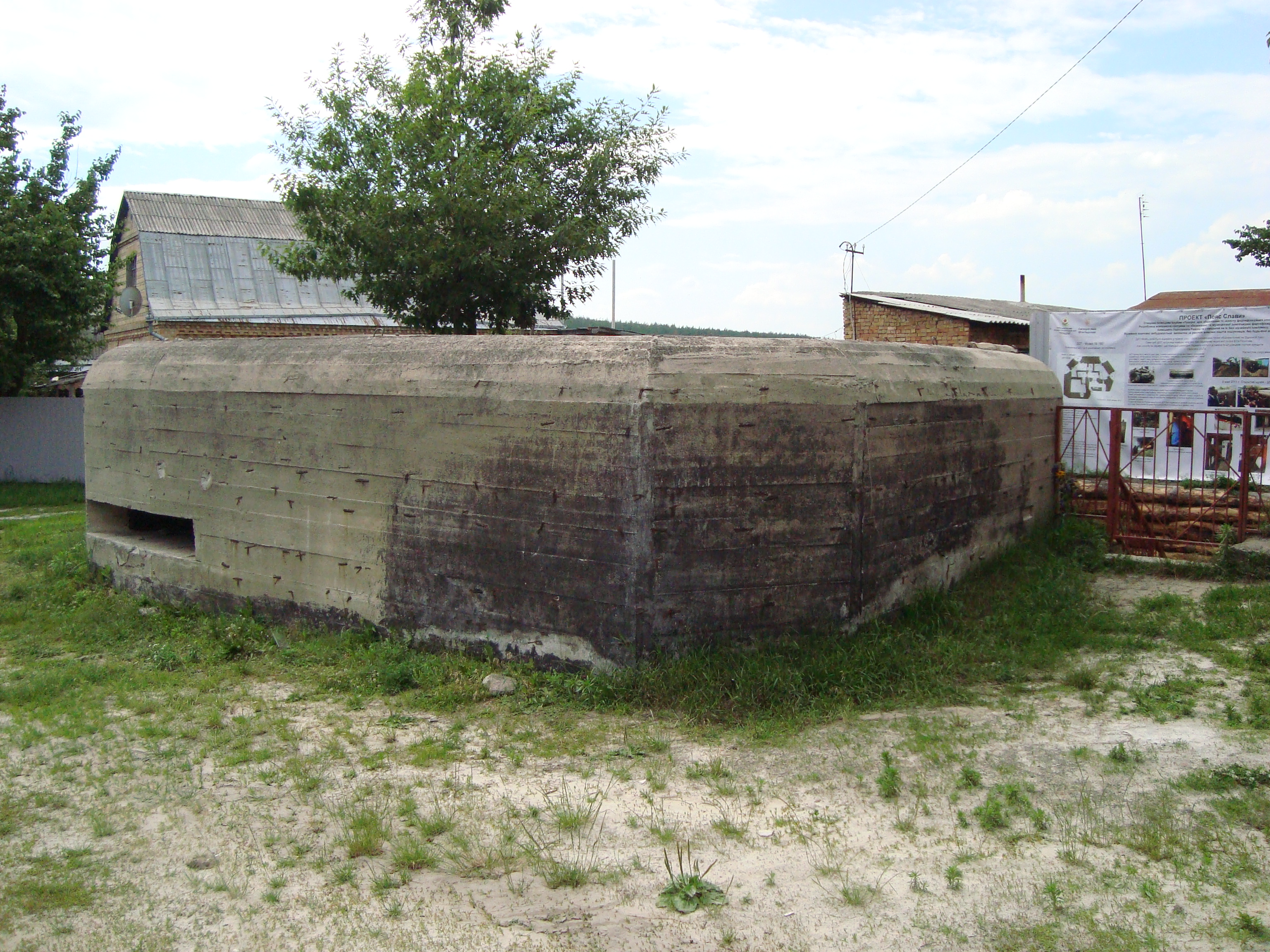
Загальний вигляд
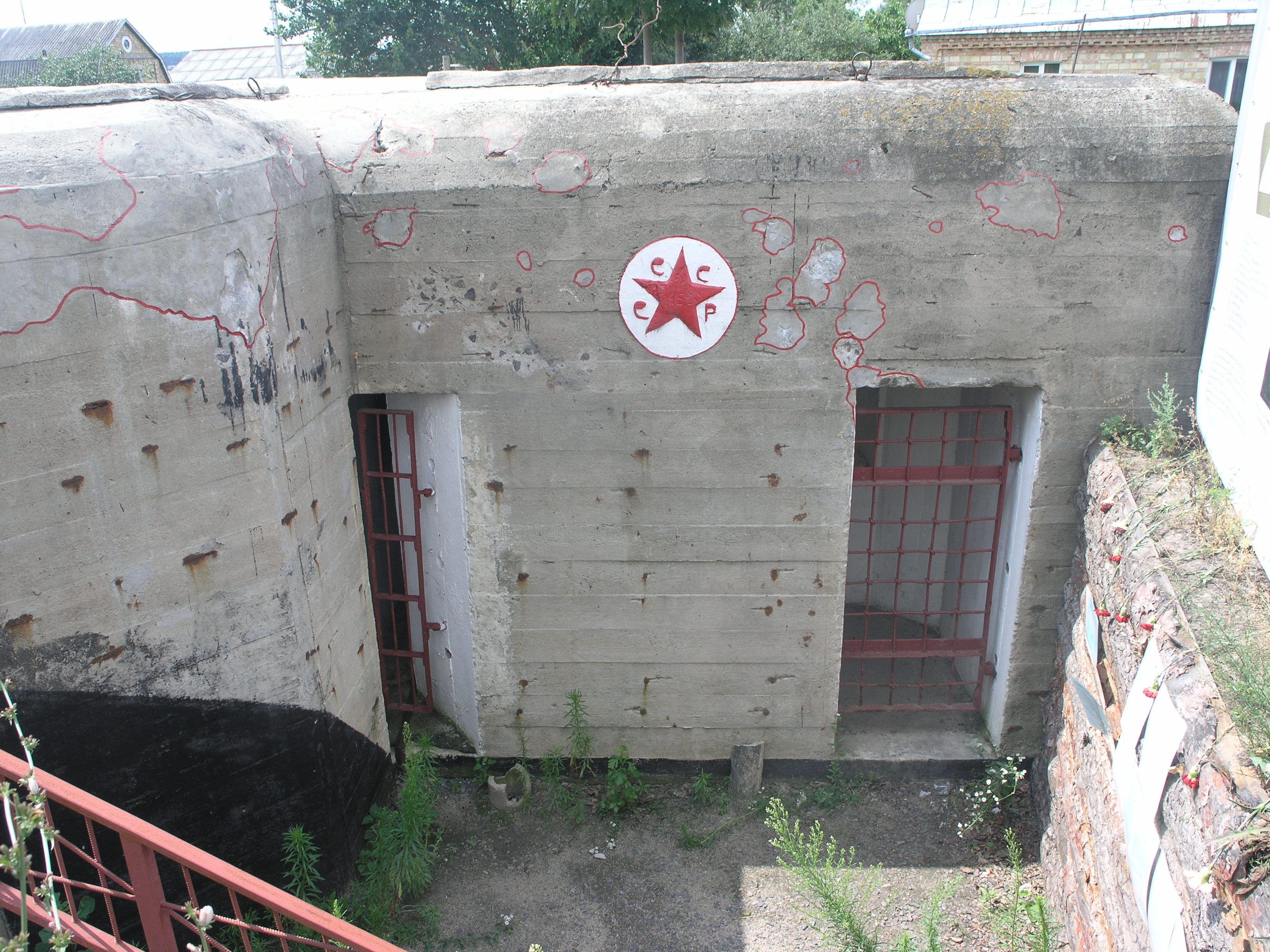
Вхід